# 甄权
甄权（541年—643年），南北朝后期至隋唐时期医生、针灸专家，许州扶沟县（今河南省扶沟县）人。
甄权因为母亲得病，与弟弟甄立言学习医书，最后成为名医。在隋朝开皇初年为秘书省正字，称病辞官。隋朝鲁州刺史厙狄嶔因为风疾不得挽弓，甄权为他肩部针炙，最后可以射箭。"唐朝贞观年间，甄权已经百岁，唐太宗亲临其家，视访饮食、药性，并赐寿杖、衣物，授朝散大夫。贞观十七年，甄权去世，时年一百零三岁。所著《脉经》、《脉诀赋》、《针方》、《明堂人形图》、《针经钞》各一卷，都已经佚失。